# Het verhaal van Four
Het verhaal van Four (oorspronkelijke titel: Four) is een sciencefictionroman uit 2014. Het is een proloog op de Divergent-trilogie van de Amerikaanse schrijfster Veronica Roth.

## Facties
Het futuristische Chicago is geïsoleerd van de rest van de wereld. De inwoners zijn opgedeeld in vijf verschillende facties: Zelfverloochening, Oprechtheid, Onverschrokkenheid, Eruditie en Vriendschap. Om te bepalen bij welke factie de deelnemers het meest horen moeten ze een test doen die leid tot eigenschappen en andere eigenschappen laat afvallen. Zelden komt het voor dat een deelnemer meerdere eigenschappen heeft en dus niet bij een van deze facties hoort. Zij worden 'Divergents' oftewel afwijkend genoemd, hier zijn de factie leiders bang voor, omdat ze niet in deze samenleving passen en sterker zijn dan hen zelf. Daarom worden deze divergents gevangen genomen of vermoord.

## Verhaal
Tobias leeft in zelfverloochening en wordt mishandeld door zijn vader. Hij is 16 en net zoals iedereen moet hij kiezen bij welke factie hij definitief wilt horen. Hij kiest voor Onverschrokkenheid. Hij zal zijn best moeten doen om de inwijding te halen. Hij merkt op dat Eruditie verdacht veel met Onverschrokkenheid omgaat en wil uitzoeken waarom.

## Achtergrond
Veronica Roth besloot aanvankelijk om Tobias het hoofdpersonage van de trilogie te maken, maar ze wist er geen vervolg op en begon opnieuw met Tris als hoofdpersonage.